# Papremi
Papremi o Papremis è una località dell'antico Egitto, più precisamente nel Delta del Nilo, citata da fonti storiche ma che tuttora non è stata identificata.
Era situata forse nel Delta occidentale, possibilmente non distante da Xois, sebbene fonti antiche sembrino collocarla piuttosto nella zona orientale del Delta, nei pressi di Pelusio.

Ovunque si trovasse, non doveva trattarsi di una località di scarsa importanza dato che Erodoto cita un nomo papremita, suggerendo così che Papremi ne fosse il capoluogo. Sempre secondo Erodoto, il nomo di Papremi era l'unico in tutto l'Egitto nel quale l'ippopotamo venisse considerato sacro.
Il nome di Papremi è legato ad una battaglia avvenuta nel 459 a.C., che vide l'esercito persiano di Artaserse I sconfitto da una coalizione greco-egizia in rivolta contro il Gran Re.